# Randy McKay
Pour les articles homonymes, voir McKay.
Hugh Randall McKay, dit Randy McKay, (né le 25 janvier 1967 à Montréal dans la province de Québec au Canada) est un joueur professionnel canadien de hockey sur glace. Il évoluait au poste d'ailier droit.

## Biographie
Après avoir joué avec les Lions du Lac-Saint-Louis en midget AAA, il quitte pour les États-Unis en 1984 en partant faire ses études à l'Université technologique du Michigan en plus jouer pour l'équipe de hockey des Huskies au championnat de la NCAA. Au terme de sa première saison universitaire, il est repêché par les Red Wings de Détroit au 113e rang lors du repêchage d'entrée dans la LNH 1985.
Diplômé, il fait ses débuts professionnels en 1987-1988 en jouant pour les Red Wings de l'Adirondack, club-école des Red Wings de Détroit dans la Ligue américaine de hockey. Il joue ses premiers matchs dans la Ligue nationale de hockey avec l'équipe de Détroit en 1988-1989. Il joue deux autres saisons avec les Red Wings, sans pour autant se tailler un poste régulier avec le grand club.
En septembre 1991, il est transféré aux Devils du New Jersey avec Dave Barr à titre de compensation après que les Red Wings aient signé l'agent libre Troy Crowder. Joueur régulier chez les Devils, il aide l'équipe à remporter la Coupe Stanley en 1995 après que les Devils aient battu son ancienne équipe, les Red Wings, 4 matchs à 0 en finale. Il gagne une deuxième Coupe en 2000, lorsque les Devils battent les Stars de Dallas 4-2.
Il connaît sa meilleure saison offensive 1997-1998 alors qu'il inscrit 24 buts et autant d'aides pour 48 points, soit ses meilleurs totaux dans la LNH. Le 28 octobre 2000, McKay et son coéquipier John Madden marquent chacun 4 buts lors d'une victoire de 9-0 contre les Penguins de Pittsburgh. C'est la première fois depuis 1922 que deux coéquipiers marquent un quadruplé lors d'un match de la LNH.
En mars 2002, il est échangé aux Stars de Dallas avec Jason Arnott et un choix de premier tour au repêchage de 2002 (choix plus tard échangé aux Blue Jackets puis aux Sabres et qui s'avère être Daniel Paille) contre Joe Nieuwendyk et Jamie Langenbrunner. Après avoir joué brièvement pour les Stars, il signe en juillet 2002 avec l'équipe de sa ville natale, les Canadiens de Montréal, et joue sa dernière saison dans la LNH avec eux en 2002-2003. Il annonce sa retraite le 13 septembre 2003.

## Statistiques
| Saison     | Équipe                    | Ligue      |     | Saison régulière | Saison régulière | Saison régulière | Saison régulière | Saison régulière |    | Séries éliminatoires | Séries éliminatoires | Séries éliminatoires | Séries éliminatoires | Séries éliminatoires |
| Saison     | Équipe                    | Ligue      | PJ  | B                | A                | Pts              | Pun              | PJ               | B  | A                    | Pts                  | Pun                  |                      |                      |
| 1984-1985  | Huskies de Michigan Tech  | NCAA       | 25  | 4                | 5                | 9                | 32               | -                | -  | -                    | -                    | -                    |                      |                      |
| 1985-1986  | Huskies de Michigan Tech  | NCAA       | 40  | 12               | 22               | 34               | 46               | -                | -  | -                    | -                    | -                    |                      |                      |
| 1986-1987  | Huskies de Michigan Tech  | NCAA       | 39  | 5                | 11               | 16               | 46               | -                | -  | -                    | -                    | -                    |                      |                      |
| 1987-1988  | Huskies de Michigan Tech  | NCAA       | 41  | 17               | 24               | 41               | 70               | -                | -  | -                    | -                    | -                    |                      |                      |
| 1987-1988  | Red Wings de l'Adirondack | LAH        | 10  | 0                | 3                | 3                | 12               | 6                | 0  | 4                    | 4                    | 0                    |                      |                      |
| 1988-1989  | Red Wings de l'Adirondack | LAH        | 58  | 29               | 34               | 63               | 170              | 14               | 4  | 7                    | 11                   | 60                   |                      |                      |
| 1988-1989  | Red Wings de Détroit      | LNH        | 3   | 0                | 0                | 0                | 0                | 2                | 0  | 0                    | 0                    | 2                    |                      |                      |
| 1989-1990  | Red Wings de l'Adirondack | LAH        | 36  | 16               | 23               | 39               | 99               | 6                | 3  | 0                    | 3                    | 35                   |                      |                      |
| 1989-1990  | Red Wings de Détroit      | LNH        | 33  | 3                | 6                | 9                | 51               | -                | -  | -                    | -                    | -                    |                      |                      |
| 1990-1991  | Red Wings de Détroit      | LNH        | 47  | 1                | 7                | 8                | 183              | 5                | 0  | 1                    | 1                    | 41                   |                      |                      |
| 1991-1992  | Devils du New Jersey      | LNH        | 80  | 17               | 16               | 33               | 246              | 7                | 1  | 3                    | 4                    | 10                   |                      |                      |
| 1992-1993  | Devils du New Jersey      | LNH        | 73  | 11               | 11               | 22               | 206              | 5                | 0  | 0                    | 0                    | 16                   |                      |                      |
| 1993-1994  | Devils du New Jersey      | LNH        | 78  | 12               | 15               | 27               | 244              | 20               | 1  | 2                    | 3                    | 24                   |                      |                      |
| 1994-1995  | Devils du New Jersey      | LNH        | 33  | 5                | 7                | 12               | 44               | 19               | 8  | 4                    | 12                   | 11                   |                      |                      |
| 1995-1996  | Devils du New Jersey      | LNH        | 76  | 11               | 10               | 21               | 145              | -                | -  | -                    | -                    | -                    |                      |                      |
| 1996-1997  | Devils du New Jersey      | LNH        | 77  | 9                | 18               | 27               | 109              | 10               | 1  | 1                    | 2                    | 0                    |                      |                      |
| 1997-1998  | Devils du New Jersey      | LNH        | 74  | 24               | 24               | 48               | 86               | 6                | 0  | 1                    | 1                    | 0                    |                      |                      |
| 1998-1999  | Devils du New Jersey      | LNH        | 70  | 17               | 20               | 37               | 143              | 7                | 3  | 2                    | 5                    | 2                    |                      |                      |
| 1999-2000  | Devils du New Jersey      | LNH        | 67  | 16               | 23               | 39               | 80               | 23               | 0  | 6                    | 6                    | 9                    |                      |                      |
| 2000-2001  | Devils du New Jersey      | LNH        | 77  | 23               | 20               | 43               | 50               | 19               | 6  | 3                    | 9                    | 8                    |                      |                      |
| 2001-2002  | Devils du New Jersey      | LNH        | 55  | 6                | 7                | 13               | 65               | -                | -  | -                    | -                    | -                    |                      |                      |
| 2001-2002  | Stars de Dallas           | LNH        | 14  | 1                | 4                | 5                | 7                | -                | -  | -                    | -                    | -                    |                      |                      |
| 2002-2003  | Canadiens de Montréal     | LNH        | 75  | 6                | 13               | 19               | 72               | -                | -  | -                    | -                    | -                    |                      |                      |
| Totaux LNH | Totaux LNH                | Totaux LNH | 932 | 162              | 201              | 363              | 1 731            | 123              | 20 | 23                   | 43                   | 123                  |                      |                      |

## Récompenses et honneurs personnels
- 1989 : champion de la Coupe Calder avec les Red Wings de l'Adirondack.
- 1995 et 2000 : champion de la Coupe Stanley avec les Devils du New Jersey.